# 第二次世界大戰歐洲導火線
第二次世界大戰歐洲導火線與法西斯義大利、納粹德國、佛朗哥西班牙、大日本帝國及蘇聯等國的好戰以及經濟大蕭條有著緊密關聯。和平運動導致了綏靖及裁軍。

## 第一次世界大戰戰後影響
第二次世界大戰普遍被視為發源於第一次世界大戰戰後影響，威廉二世領導德意志帝國及其盟友同盟國，在一戰中敗給了英國、法國及美國領導的協約國。
戰勝國指控德國須對一戰爆發極其造成損失負全責；他們認為實際上是因為德國為了進攻法國而入侵比利時，導致大戰爆發。法國曾在1871年的普法戰爭中蒙受敗仗，因此要求同盟國需對其大戰中的經濟損失進行賠償，最終導致多個戰後的和約（特別是《凡爾賽條約》），都對德國施加嚴苛的賠款及諸多限制。 
一戰末期後，奧匈帝國解體及1917年—1923年革命讓許多新興的民族國家得以建國，例如中東歐的波蘭第二共和國、捷克斯洛伐克第一共和國及南斯拉夫王國。德國被迫割讓部分領土給這些新興國家，其中更將東部領土的波茲南、西普魯士及上西里西亞等地給波蘭。，同時也禁止德國與奧匈帝國德語區成立而來的德意志-奧地利共和國合併。此外，德國將亞爾薩斯-洛林割給法蘭西第三共和國、奧伊彭-馬爾默迪割給比利時王國、北什勒斯維希割給丹麥王國、赫盧欽地區割給捷克斯洛伐克第一共和國，並允許國際聯盟進佔薩爾蘭作為託管地。德意志領土收復主義支持者拒絕認可新興的中東歐國家，並要求歸還德國損失的領土。
由於對德國戰敗的審查制度，德意志帝國武裝部隊的徹底失敗是出乎意料的。戰後，德意志民族主義的支持者創造了刀刺在背傳說，認為德意志帝國並未被擊敗，而被社會主義支持者及猶太人等「十一月的罪犯們」所背叛。
英國對德國的海上封鎖則一直持續到1919年6月和約簽署為止。

## 法西斯主義的崛起
義大利數個自由派政府未能成功應對這些法西斯威脅，加上這些義大利法西斯分子為了所謂的粉碎社會主義威脅，透過引人注目的懲罰遠征來提高其公眾形象下，義大利國王維多·伊曼紐三世於1922年10月29日邀請貝尼托·墨索里尼組閣。這些法西斯分子擁有一支武裝準軍事組織，用來對抗無政府主義人士、共產主義分子和社會主義人士。
之後的數年內，墨索里尼以鞏固其獨裁權力，並將義大利造成警察國家。1935年1月7日，他和時任法國外長皮耶·拉瓦爾簽訂法義協定，使其得以在阿比西尼亞危機中騰出手來面對衣索比亞帝國，作為回報，義大利將成為法國對抗希特勒的盟友。雖然這仍受到些許國際上的抗議，但墨索里尼隨後還是派遣大量部隊到義屬厄利垂亞和義屬索馬利蘭這兩個與衣索比亞相鄰的殖民地上。
英國試圖調停但因墨索里尼一心想衣國征服而未果。英國隨後對義大利及衣索比亞兩國均施行武器禁運，但卻將其部署在地中海的艦隊撤走，使得義軍得以暢通無阻。國際聯盟宣布雙方在瓦爾瓦爾事件中均無責後不久，義大利便入侵衣索比亞，爆發第二次義大利衣索比亞戰爭。
義大利不久便征服衣索比亞，隨後西班牙內戰爆發，被多方視為二戰的試驗場，其中德國向法蘭西斯科·佛朗哥的國民軍提供部隊、武器及其他資源的援助，義大利也同樣派兵支援。 1939年4月7日，義大利入侵阿爾巴尼亞，經過短暫的戰鬥後，義大利佔領了阿爾巴尼亞王國，並將其併為傀儡政權控制。

## 納粹德國的崛起

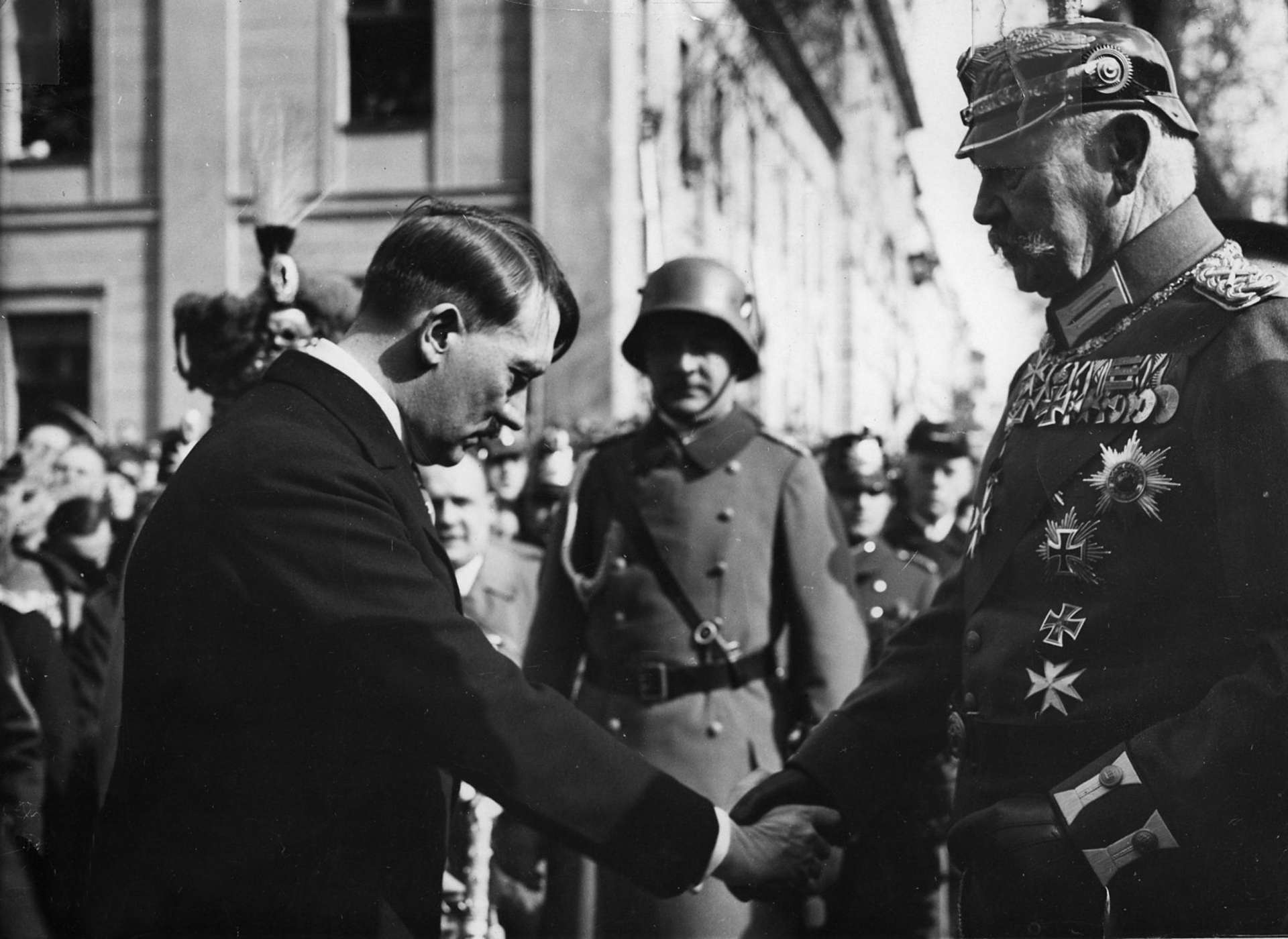
1933年，保羅·馮·興登堡和阿道夫·希特勒共同主導德國民主制度的廢除

阿道夫·希特勒領導的納粹黨將德國戰後經濟的崩潰，歸咎於《凡爾賽條約》的苛刻、民主制度的缺失以及刀刺在背傳說。德國如同奧匈帝國解體後的奧地利一樣，公民們回憶起戰前專制統治下的歲月是繁榮的，但戰後民主統治下的歲月卻是混亂及災難性的經濟情形。
納粹份子認為，世界是由不同種族組成，處於持續的種族戰爭狀態，而居住在德國的雅利安人種需要征服中東歐的新農業土地才能生存。希特勒也相信，猶太人和斯拉夫人都應該為共產主義及蘇聯的誕生負責，同時他也相信他們將威脅到德國種族的純淨度，必須予以滅絕。
1929年華爾街股災後隨之而來的全球經濟大蕭條，進一步惡化了全球局勢。帝國議會（德國國會）中的左翼和右翼反民主黨派，不斷阻礙議會的進行，而不同的內閣成員則根據威瑪憲法第48條訴諸政府，這讓總統及內閣得以繞過國會。大蕭條的影響導致納粹支持度不斷攀升，時任德國總統保羅·馮·興登堡則是在1933年1月任命希特勒為總理後，促成了後者的崛起。
雖然以英法為首的多個國家拒絕介入西班牙內戰，但希特勒與墨索里尼卻派兵支援西班牙國民軍及法西斯支持者。這場內戰為許多戰術及理論提供了先驅及驗證，並隨後投入到第二次世界大戰中，像是格爾尼卡大轟炸就顯示出轟炸平民區的效果會是如何。佛朗哥治下的西班牙在二戰中維持中立國地位（但仍派遣志願軍前往東線戰場作戰），但內戰中的各派（法西斯分子、民主派及共產人士）間的鬥爭依然持續。

## 德國擴張主義

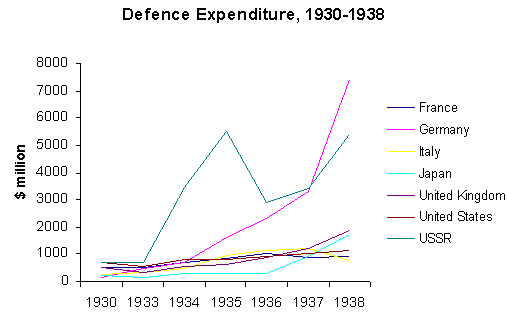
二戰主要參戰國於1930—1938年間的國防支出

與此同時，德國完成所謂的「一體化」後，納粹政權便將注意力轉向外交政策，並採取越發大膽的行動。納粹當局導入大規模再武裝計畫，將德意志國防軍規模擴充並超出《凡爾賽條約》所強加的限制（原先規定德國威瑪防衛軍僅限於十萬人規模及有限裝備）。1935年3月16日，希特勒無視《凡爾賽條約》的要求，下令德國開始重整軍備，並恢復徵兵制。
德國這些舉動僅引起英法兩國的官方外交抗議，兩國對於《凡爾賽條約》的執行，比起軍事方面更注重經濟限制。許多英國人認為《凡爾賽條約》對德國來說過於嚴厲，他們認為希特勒只是希望取消過於嚴厲的條款，而不是試圖違反規定。英國與德國簽定的海軍協定就是凸顯這樣的情緒，該協定允許德國建造不超過英國皇軍海軍35%噸位的艦隊。
1936年3月7日，希特勒揮師進入萊茵蘭地區，但如先前一樣，儘管波蘭提議履行法波軍事同盟協定，德國的作為又再次遭到國際的無視。希特勒同年曾要求密會英國史學家、歷史哲學家、倫敦政治經濟學院及倫敦大學國際史研究教授暨多本書籍作者阿諾德·約瑟·湯恩比。後者當時正在訪問柏林，向納粹法律協會發表演說，隨後答應了是次密會。
會中希特勒強調了目標建立大日耳曼國的有限擴張主義，同時他希望得到英國的諒解與合作。湯恩比為其真誠所動，並在給時任英國首相斯坦利·鮑德溫及外相安東尼·艾登的機密備忘錄中，贊同希特勒的訊息。
德國首次非暴力征服外國是對奧地利聯邦國的吞併：早在1934年納粹黨人就試圖發起政變，雖成功刺殺時任奧地利首相恩格爾伯特·陶爾斐斯，但未能推翻政權。義大利加入德國建立的《反共產國際協定》後，便掃除了「德奧合併」的最大障礙，隨後德國於1938年3月12日正式宣布吞併，將奧地利併入大德意志，成為數個帝國大區。

### 捷克斯洛伐克

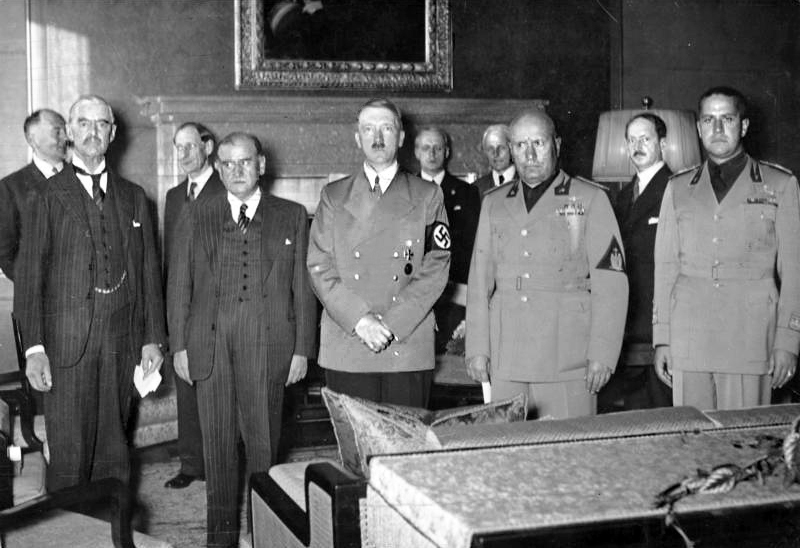
慕尼黑協定簽署前的張伯倫、達拉第、希特勒、墨索里尼及齊亞諾

吞併奧地利後，希特勒將注意力轉向捷克斯洛伐克邊境的德語區「蘇台德」。捷克斯洛伐克當時擁有龐大的現代化部隊，同時還有頗具規模的軍事工業，且與法蘇兩國結成軍事同盟。私下還與英國有所聯繫，很大程度受英法兩國的軍事同盟影響。
儘管如此，有鑑於歐洲主要列強對德國違反戰後條約的行為不太阻撓，希特勒決定冒著戰爭爆發的風險。他確信法國會再次退縮，不會對捷克斯洛伐克的履行條約義務。他的首個命令是要求割讓蘇台德地區，理由是根據民族自決來執行德意志的統一。蘇台德地區的領土、人口和經濟面積約佔波希米亞（西捷克斯洛伐克）的三分之一，據稱對捷克斯洛伐克的存在至關重要。奧地利被德國吞併後，捷克斯洛伐克在此區幾乎被德國包圍，他們當地的防禦陣地比馬其諾防線還大。
歷經漫長的談判及希特勒公然的戰爭威脅下，時任英國首相內維爾·張伯倫及法國領袖試圖迎合希特勒。1938年9月30日簽訂的慕尼黑協定中，歐洲列強為了「我們時代的和平」允許德軍佔領蘇台德地區。儘管捷克斯洛伐克已動員超過百萬名部隊準備為國家獨立而戰，卻還是被排除在談判會議外。
當英法兩國告知捷克斯洛伐克代表有關協定內容，並告知如果捷克斯洛伐克不願接受，英法兩國將認定捷克斯洛伐克需為戰爭的爆發負起責任時，捷克斯洛伐克總統愛德華·貝奈斯屈服了。德軍在毫無阻撓中進入蘇台德地區，受到當地德裔群眾的歡迎。不久後，波軍及匈軍也各自佔領了部分捷克斯洛伐克領土，其中波蘭吞併了扎奧爾傑地區。
希特勒隨後持續對捷克政府施壓，並於隔年3月14日讓斯洛伐克在約瑟夫·蒂索的領導下獨立，隨後更受到英法及其他列強地承認。隔天，埃米爾·哈查接受德國對剩餘捷克領土的佔領，希特勒接著於布拉格城堡宣布成立波希米亞和摩拉維亞保護國。

### 波羅的海
梅梅爾領地自1920年被立陶宛吞併後就脫離德國統治，直到1939年德國對立陶宛的最後通牒後，德國再次奪回該地。為二戰的備戰準備也在經濟層面有所影響，德國政府會向實力較弱的國家施加壓力，要求其經濟受德國戰爭機器的支配，像是1939年3月23日德國與羅馬尼亞所簽訂的經濟協議就是一個這樣的例子。

## 延伸閱讀
- Cambon, Jules, ed The Foreign Policy Of The Powers (1935) Essays by authorities from each nation that cover France, Germany, Great Britain, Italy, Japan, Russia and the United States Online free

## 外部連結
- 收藏的电视短片All Nations Shaken By War (1938)[更多内容]